# 圣阿娜斯塔西 (康塔尔省)
圣阿娜斯塔西（法語：Sainte-Anastasie，發音：[sɛ̃t anastazi]）是法国康塔尔省的一个市镇，位于该省中东部，属于圣弗卢尔区。圣阿娜斯塔西曾于2016年12月1日与邻近的4个市镇合并为新市镇讷萨格昂皮纳泰勒，成为了讷萨格昂皮纳泰勒的委派市镇。2025年1月1日，讷萨格昂皮纳泰勒拆分回原来的5个市镇，圣阿娜斯塔西重新成为独立市镇。

## 地理
圣阿娜斯塔西（45°10'21.000"N, 2°58'12.000"E）面积15.88 平方千米，位于法国奥弗涅-罗讷-阿尔卑斯大区康塔爾省，该省份为法国中南部省份，位于法國中央高原中心，北起科雷兹省、上盧瓦爾省和多姆山省，西接洛特省和科雷兹省，南至阿韦龙省和洛特省，东临上盧瓦爾省和洛泽尔省。
与圣阿娜斯塔西接壤的市镇（或旧市镇、城区）包括：阿朗什、佩吕斯、茹尔萨克、讷萨格-穆瓦萨克、沙利纳尔格。
圣阿娜斯塔西的时区为UTC+01:00、UTC+02:00（夏令时）。

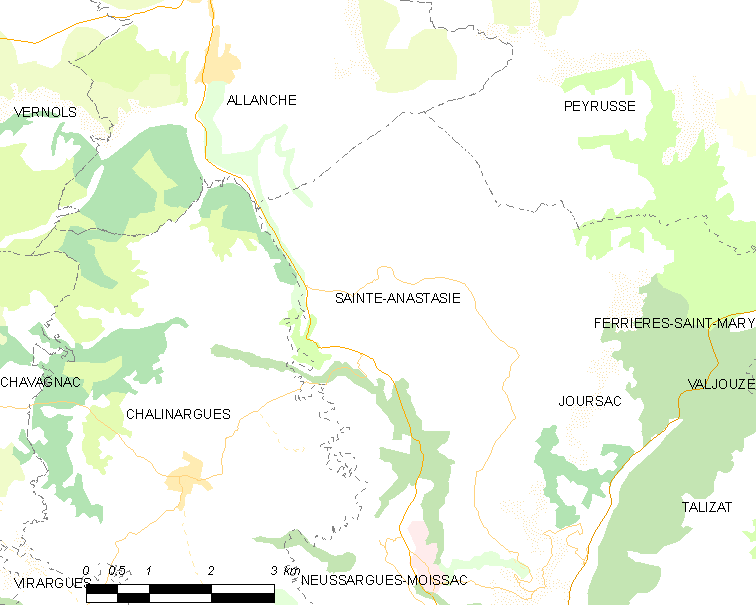
圣阿娜斯塔西的OSM定位图

## 行政
圣阿娜斯塔西的邮政编码为15170，INSEE市镇编码为15171。

## 政治
圣阿娜斯塔西所属的省级选区为米拉县。

## 人口

1962-2008年间圣阿娜斯塔西人口变化图示

圣阿娜斯塔西于2022年1月1日时的人口数量为124人。